# Xã Highland, Quận Washington, Iowa
Xã Highland (tiếng Anh: Highland Township) là một xã thuộc quận Washington, tiểu bang Iowa, Hoa Kỳ. Năm 2010, dân số của xã này là 402 người.